# 通行税
通行税（つうこうぜい）とは、一定の交通路・交通機関で通行者に課される税金。

## 欧州
1397年、カルマル同盟によりノルウェー、スウェーデン、デンマーク王となったエーリク7世は、1426年からエーレスンド海峡を通航する船舶に通行税（エーレスンド海峡通行税）を課した。この通行税は1857年のコペンハーゲン条約により、周辺国から約6,000万クローネの補償金を得る代わりに廃止されるまで、大いにデンマークの国庫を潤した。

## 日本

### 通行税法に基づく通行税
江戸時代においては関所において関銭が課せられた。しかし、明治維新に際して1869年（明治2年）に明治政府が旧来の関所を廃止したため、旧来の関銭に相当する経費も廃された。
しかし、日露戦争の戦費調達を目的に1905年（明治38年）に非常特別税として旅客に課税された。1924年（大正13年）に廃止されたが、日中戦争の開始に伴い1938年（昭和13年）4月に復活した。
近年では通行税法（昭和15年法律43号）により課税されていたもので、主に、上位クラスの座席や寝台、船室設備（いわゆるグリーン車、A寝台車）の料金や航空運賃に対して、10 - 20%が課税され、料金に上乗せされていた。言い換えると、いわゆる贅沢品に対して課税されていた物品税と同じ性格を持っていた。
1989年（平成元年）4月1日の消費税の導入に伴い、物品税と伴に廃止された。

### その他
- 2019年（平成31年）1月以降、日本から出国する旅客には、出国1回につき1,000円の国際観光旅客税が課される。
- 元静岡県知事の石川嘉延が、東海道新幹線「のぞみ」に対する通行税（地方税）の課税を検討したことがある[4]。
- 関西国際空港連絡橋が国道に指定された際、泉佐野市に固定資産税が納付されなくなることから、利用税として利用者から徴収している。